# J. 로버트 오펜하이머
줄리어스 로버트 오펜하이머(영어: Julius Robert Oppenheimer, FRS, 1904년 4월 22일 ~ 1967년 2월 18일)는 미국의 이론물리학자이다. 하버드 대학교를 졸업한 후 영국과 독일에 유학하였다. 미국에 돌아와서 오랫동안 캘리포니아 대학교 버클리에서 재직하였고, 제2차 세계 대전 중에 로스앨러모스 국립 연구소장이 되어 여러 학자들과 함께 원자폭탄을 만들기 위한 맨해튼 계획을 수행하였다. 1950년 수소폭탄 제조에 반대하였다가 모든 공직에서 쫓겨난 것으로 유명하다.
1962년 5월 2일 영국 왕립 학회의 국외회원으로 선출되었다.

## 생애

### 유년기
로머는 1904년 4월 22일 뉴욕의 한 부유한 유대인 가정에서 태어났다. 아버지 줄리어스 오펜하이머(영어: Julius Oppenheimer, 독일어: Julius Oppenheimer 율리우스 오펜하이머[*])는 1871년 독일에서 태어나서 17세 때에 기회의 나라로 혈혈단신 이민을 왔다. 그리고 양복지 안감의 수입상으로서 자리를 잡았다. 미국 사회에서 기성복이 처음으로 등장하던 때였다. 어머니는 화가였고, 8살 아래인 동생 프랭클린 오펜하이머가 태어났을 때 아버지의 사업은 이미 본궤도에 올랐다. 

### 청소년기
초·중·고등학교를 마치는 동안 그의 관심은 광물 표본의 수집, 물리학, 화학 그리고 문학으로 발전해 갔다. 학교에서는 언제나 1등을 놓치지 않는 그의 학업에는 아무 문제가 없었지만 그의 부모의 걱정은 다른 아이들과는 거의 함께 놀지 않는 그의 성격에 있었다. 성적은 뛰어나지만 운동신경은 거의 없다시피하며 행위는 분명하지 못하고 무슨 일에 대해서든 곧 얼굴을 붉히며 혼자 있기를 좋아했다. 친구들 사이에서는 '넋 빠진 놈'이라는 별명을 가지고 있을 정도였다. 14살 때 여름 캠프에서는 고자질했다는 친구들의 오해로 발가벗겨진 채 냉동실에 갇혀서 하루밤을 지새우는 일이 있었다 

### 대학 생활
1925년에 하버드 대학교 화학과를 최우등으로 졸업했다. 그리고, 3개월 후에 영국의 케임브리지 대학교 캐벤디시 연구소(물리학 연구소)의 J. 톰슨 밑으로 유학을 갔다. 이 때는 양자역학이 태동하기 시작하고 있었으나, 화학을 배운 그가 갑자기 실험물리학에 적응하기는 힘들었다. 오펜하이머는 결국 포기하고 독일 괴팅겐 대학교의 막스 보른 밑으로 옮겨 가서 이론 물리학, 특히 양자역학의 화학에의 응용분야인 스펙트럼의 양자론을 공부한다. 여기에는 닐스 보어의 결정적인 조언이 있었다고 한다. 1926년부터 1929년까지 괴팅겐에서의 생활은 그에게 자신감을 불어넣어 주었다. 또 당시 괴팅겐에 함께 있던 베르너 하이젠베르크, 볼프강 파울리, 유진 위그너와 엔리코 페르미 등 20세기 물리학을 짊어지고 나가게 되는 젊은 사람들과 함께 어깨를 겨루고 있었다. 연속 스펙트럼의 양자론이라는 학위 논문 외에 16편의 논문을 이 기간 동안에 썼다.

## 경력
하버드 대학교와 패서디나의 캘리포니아 공과대학(Caltech) 두 군데에서 그에게 자리를 줄 의향을 표시해 왔지만 그는 두 군데 다 거절했다. 버클리 분교와 캘리포니아 공과대학 양쪽에 자리를 잡았고, 봄 학기에는 캘리포니아 공과대학에서, 가을과 겨울 학기에는 버클리에서 가르치기로 했다. 오펜하이머가 버클리에서 처음 교편을 잡은 것은 1929년 25살 때였다. 그의 처음 수업은 별로 평판이 좋지 않았다. 학생을 가르치기보다는 스스로가 배우고 사랑하는 이론 물리학의 포자가 되려고 하는 심정이었다고 나중에 회상하고 있다.
그러나 몇 년이 지나자 교사로서의 그의 자질은 급속하게 향상되어 갔다. 교육적 배려가 풍부하고 새로운 일에 대한 영감으로 가득 차 있었다. 많은 학생들이 그의 수업을 듣기를 원해서 세 번 이상 그의 과목을 들으려는 학생들을 퇴짜놓는 일에 골머리가 아팠다고 회상하고 있다. 한 대학원 학생이 던진 질문 하나에 대해서 한밤중까지 계속 답변을 했다는 에피소드도 있다. 자리를 잡아가면서 학생들에게는 인기가 높아지고 그의 행동이나 몸짓까지 흉내내는 학생들이 출현했다. 몸은 가냘퍼서 1ｍ 80cm가 넘는 키에도 불구하고 평생 체중이 59kg을 넘은 적이 없었다고 한다.
오펜하이머가 실제로 몇 나라 말을 읽고 쓰는지는 알려져 있지 않지만, 괴팅겐에서 공부하고 있는 동안 단테의 〈신곡〉을 원문으로 읽기 위해서 이태리어를 배웠고 버클리에서는 인도의 철학서적을 읽기 위해서 산스크리트어를 배워서 즐기고 있었다고 한다. 희랍어는 이미 고등학교 시절에 마스터해서 호메로스나 플라톤을 원어로 읽을 수 
다른데도 불구하고 절친한 사이였다. 함께 저녁을 먹는 것은 물론이고 장거리 승마도 함께 하며 오펜하이머의 뉴멕시코의 별장에서 함께 휴가를 즐기기도 했다. "옷피(오펜하이머의 애칭)라면 이렇게 생각할 것이다.", "옷피는 이렇게 말했다." 등이 학생들의 말버릇이었다. 카리스마를 갖는 그의 지도력은 이미 버클리 캠퍼스에서 1930년 중반에 길러지고 있었다. 이것은 나중에 로스 알라모스 연구소에서 충분히 발휘된다.
오펜하이머의 정치에의 관심은 1930년대의 중반서부터 고조되어 갔다. 그 전까지는 가르치던 제자 중 한 사람에게 정치가 진, 선, 미 중에서 어느 것과 관계가 있는 것이냐라고 물을 정도로 무지했었다. 괴팅겐에서의 은사인 막스 보른의 추방으로 크게 충격을 받았다. 추방된 유태인 물리학자들을 위한 모금 운동과 스페인 내전에 참전한 사람들을 적극적으로 도와주게 된다. 노조운동 특히 교직원 노동조합에의 적극적인 참여는 자연히 주변에 반 나치즘과 반파시즘 운동을 하는 좌익계의 친구들이 모여 들게 하였다. 약혼녀였던 진 테트록의 공산당원 경력 , 1940년 공산당원의 처였던 캬타린 해린슨(애칭 키티)과의 결혼은 2차 대전 후 미국을 휩쓴 매카시 선풍에서 오펜하이머를 궁지에 몰아넣은 주요 사건들이 된다.
1943년 3월에서 1945년 10월까지의 2년 7개월 동안 원자폭탄을 설계ㆍ제작한 로스 알라모스 연구소 소장으로 재직했다. 이 시기에 대한 평가는 그의 천재성 없이는 원자폭탄의 개발은 불가능했을 것이란 극찬에서부터 그가 한 일은 실제로 별 것이 아니었다는 비하론까지 다양하다.
그가 죽기 1년 전 프린스턴 대학교가 그에게 준 명예 박사 학위의 학위기에 물리학자로서 뱃사람이고 철학자, 마술가(馬術家)이며 언어학자이고 요리인이며 좋은 와인과 시의 애호가 라고 쓰여있던 것처럼 어느 분야에서도 취미의 영역을 훨씬 뛰어넘는 그의 재능과 아름다움에 대한 수준높은 식견 등을 가지고 있었다. 그 뿐만 아니라 그의 아버지로부터 이어받아 그의 집에 걸려 있던 반 고흐의 그림 석 장, 피카소의 그림 한 장, 그리고 르누아르의 그림 한 장 등이 보여 주는 재력(財力)은 그가 살아온 수준 높은 생활을 과시하고 있는 것이다.

## 사망
담배를 연발했던 오펜하이머는 1965년 말에 두경부암 진단을 받았다. 결정적이지 않은 수술 후, 그는 1966년 말에 성공적이지 못한 방사선 치료와 화학요법을 받았다. 1967년 2월 18일, 그는 프린스턴에 있는 그의 집에서 62세의 나이로 자다가 사망했다. 추모식은 일주일 후 프린스턴 대학교 캠퍼스의 알렉산더 홀에서 열렸다. 추모식에는 베테, 그로브스, 켄난, 릴리안탈, 라비, 스미스, 위그너를 포함한 그의 과학, 정치, 군사 동료 600명이 참석했다. 역사학자 아서 M. 슐레진저 주니어, 소설가 존 오하라, 뉴욕시립발레단의 감독 조지 발란신이 그랬던 것처럼, 그의 동생 프랭크와 그의 나머지 가족들이 그곳에 있었다. 베테, 케넌, 그리고 스미스는 간략한 찬사를 보냈다. 오펜하이머의 시신은 화장되었고 그의 재는 유골 단지에 안치되었고, 키티는 그것을 세인트 존 비치 하우스가 보이는 곳의 바다로 떨어뜨린다.
1972년 10월, 키티는 62세의 나이로 폐색전증에 의해 합병된 장 감염으로 사망했다. 당시 뉴멕시코주에 있는 오펜하이머의 목장은 아들 피터에게 상속되었고, 해변 부동산은 딸 캐서린 "토니" 오펜하이머 실버에게 상속되었다. 토니는 FBI가 아버지에 대한 오래된 혐의를 제기한 후 유엔 통역사로서 선택된 소명으로 인해 보안 승인이 거부되었다. 두 번째 결혼이 끝난 지 3개월 후인 1977년 1월, 그녀는 가족 해변 집에서 목을 매 숨졌다. 그녀는 "세인트 존 사람들에게 공원과 휴양지로" 재산을 맡겼다. 원래의 집은 해안에 너무 가깝게 지어졌고 허리케인으로 인해 무너졌다. 2007년 현재, 버진아일랜드 정부는 근처에 커뮤니티 센터를 유지하고 있다.

## 참고 문헌
- «아메리칸 프로메테우스» (1997) 카이 버드, 마틴 셔윈 공저, 사이언스 북스, ISBN 978-89-8371-113-7

## 같이 보기
- 맨해튼 계획
- 《오펜하이머》